# زملول عملاق
زملول عملاق (الاسم العلمي: Exobasidium giganteum) هو نوع من الفطريات يتبع جنس الزملول من فصيلة الزملولية.